# Балка Скотувата
 Балка Скотувата (Скотовата, Яр Скотоватий, Скутувата) — балка (річка) в Україні у Самарівському й Дніпровському районах Дніпропетровської області. Ліва притока річки Кільченя (басейн Дніпра).

## Опис
Довжина балки приблизно 23 км. Формується декількома струмками та загатами. На деяких ділянках балка пересихає.

## Розташування
Бере початок на південній стороні від села Миколаївки. Тече переважно на південний захід через село Скотувате і між селами Новоскотувате та Мирне і в місті Підгородне впадає в річку Кільчень, праву притоку річки Самари.

## Цікаві факти
- У місті Підгородне балку перетинає автошлях М04[3].